# Marie Collier
Marie Collier   (Ballarat, 16 d'abril de 1927 - Londres, 8 de desembre de 1971) va ser una soprano australiana.
Va néixer en Ballarat, en l'estat de Victoria i va debutar com a Santuzza a Cavalleria rusticana el 1952 a Melbourne. Es va consagrar al seu país com a Magda Sorel el 1953 de The Consul de Gian Carlo Menotti.
Va estudiar després a Milà i va entrar a la companyia de la Royal Opera House el 1956. Allí va cantar Hècuba a King Priam de Michael Tippett el 1962 i El cas Makropoulos en el Sadler's Wells Theatre el 1964 i Lady Macbeth de Mtsensk (1963) en presència del compositor Dmitri Xostakóvitx a la Royal Opera House
Va cantar a Londres, Musetta en La Bohème; Giulietta en Les Contes d'Hoffmann; Kàtia Kabànova, Liu en Turandot; Flora en La traviata; Butterfly en Madama Butterfly, Marie en Wozzeck, Elizabeth en Don Carlo i Tosca, substituint el 1964-65 a Maria Callas que havia cancel·lat tres funcions. Collier va tenir un acolliment triomfal.
El 1962 va debutar en el Teatro Colón (Buenos Aires) en A Midsummer Night's Dream de Benjamin Britten tornant el 1966 per a Aida de Verdi i L'àngel de foc de Serguei Prokófiev. També va cantar en la Wiener Staatsoper, San Francisco Opera i La Scala.
En 1967, va crear el paper de Christine Mannon en l'estrena mundial de Mourning Becomes Electra de Martin David Levy en el Metropolitan Opera, al costat d'Evelyn Lear i Sherrill Milnes. Va tornar al MET com a Musetta i com a Santuzza el 1970.
Va ser Chrysothemis en l'enregistrament d'Elektra de Richard Strauss dirigida per Sir Georg Solti protagonitzada per Birgit Nilsson.
Va morir a Londres als 44 anys precipitant-se al buit des d'una finestra. Els seus col·legues creuen que va ser suïcidi a causa que ella es queixava de depressió. Va morir a l'hospital de Charing Cross per hemorràgia i fractura de crani, tenia alts nivells d'alcohol en la sang segons el forense.
Estava casada, va tenir una filla i tres fills.